# James A. D. W. Anderson
James Arthur Dean Wallace Anderson, conhecido como James Anderson, é um membro aposentado do corpo docente da Escola de Engenharia de Sistemas da Universidade de Reading, Inglaterra, onde ensinava compiladores, algorítimos, fundamentos da ciência da computação, álgebra computacional, programação e computação gráfica.
Anderson rapidamente ganhou publicidade em dezembro de 2006 no Reino Unido, quando a BBC South Today relatou sua afirmação de “ter resolvido um problema de 1.200 anos”, ou seja, o da divisão por zero. No entanto, os comentaristas responderam rapidamente que suas ideias são apenas uma variação do conceito padrão IEEE 754 de NaN (Not a Number), que tem sido comumente empregado em computadores em aritmética de ponto flutuante por muitos anos.
O Dr. Anderson defendeu-se contra as críticas às suas afirmações na BBC Berkshire em 12 de dezembro de 2006, dizendo: “Se alguém duvidar de mim, posso bater na cabeça deles com um computador que faz isso.”

## Pesquisa e histórico.
Anderson fez parte da ⁣⁣Sociedade Britânica de Computação, da British Machine Vision Association, da ⁣⁣Eurographics⁣⁣ e da ⁣⁣Sociedade Britânica para a Filosofia da Ciência⁣⁣. Ele também lecionou no ⁣⁣departamento de Ciência da Computação⁣⁣ (⁣⁣Escola de Engenharia de Sistemas⁣⁣) da ⁣⁣Universidade de Reading⁣⁣. Ele se formou em psicologia e trabalhou nos departamentos de Engenharia Elétrica e Eletrônica⁣⁣ da Universidade de Sussex e da ⁣⁣ Seu doutorado é pela Universidade de Reading por (nas palavras de Anderson) “desenvolver uma descrição canônica das transformações de perspectiva em dimensões inteiras”.
Ele escreveu vários artigos sobre divisão por zero e inventou o que chama de “máquina Perspex”. 
Anderson afirma que “a aritmética matemática é sociologicamente inválida” e que a aritmética de ponto flutuante IEEE, com NaN, também é defeituosa.

## Aritmética Transreal
Os números transreais de Anderson foram mencionados pela primeira vez em uma publicação de 1997, e tornou-se conhecido na Internet em 2006, mas não aceito como útil pela comunidade matemática. Esses números são usados em seu conceito de aritmética transreal e na máquina Perspex. Segundo Anderson, os números transreais incluem todos os números reais, mais três outros: infinito ({\displaystyle {\displaystyle \infty }}), infinito negativo ({\displaystyle {\displaystyle -\infty })} e o nulidade {\displaystyle ({\displaystyle \Phi })}, um número que está fora da reta numérica real estendida afim. (A nulidade, confusamente, tem um significado matemático existente.)